# Kościół Matki Bożej Szkaplerznej w Słodkówku
Kościół Matki Bożej Szkaplerznej w Słodkówku – katolicki kościół filialny zlokalizowany we wsi Słodkówko w gminie Suchań, w powiecie stargardzkim (województwo zachodniopomorskie). Należy do parafii Matki Bożej Nieustającej Pomocy w Suchaniu.

## Historia i architektura
Murowany z kamieni narzutowych kościół wzniesiony został w 2. połowie XV wieku. Jest budowlą salową, sytuowaną na planie prostokąta, z nawą krytą dwuspadowym dachem. Od strony wschodniej zakończony jest trójbocznie zamkniętym prezbiterium. Ściany zewnętrzne są otynkowane. W elewacji południowej znajduje się okrągłołukowy portal, umieszczony w ostrołukowej niszy. Od strony zachodniej do kościoła przylega dostawiona w XVIII wieku czworoboczna, drewniana wieża wzniesiona w konstrukcji szkieletowej, nakryta barokowym hełmem. Na wieży zawieszony jest dzwon z 1448 roku.
Wnętrze kościoła nakrywa drewniany strop. Na ścianie zachodniej znajduje się empora muzyczna. W kościele zachował się ołtarz z początku XVIII wieku.
Po II wojnie światowej kościół został konsekrowany jako świątynia katolicka w dniu 16 lipca 1947 roku przez ks. Stefana Strzałkowskiego TChr.